# Aeroportul Johnstown–Cambria County
Aeroportul Johnstown–Cambria County (IATA: JST, ICAO: KJST, FAA LID: JST) este un aeroport din Pennsylvania, Statele Unite ale Americii ce deservește zona Johnstown⁠(d). Aeroportul a fost tranzitat în 2019 de 12.618 pasageri. A fost numit după zona deservită.
Situat la o altitudine de 696 m, aeroportul dispune de 2 piste.

## Infrastructură

### Piste
Aeroportul dispune de 2 piste. Pista 05/23 are suprafața de asfalt și dimensiunile 4.387 picioare × 100 picioare. Pista 15/33 are suprafața de beton și dimensiunile 7.004 picioare × 150 picioare. 